# Yasushi Furukawa

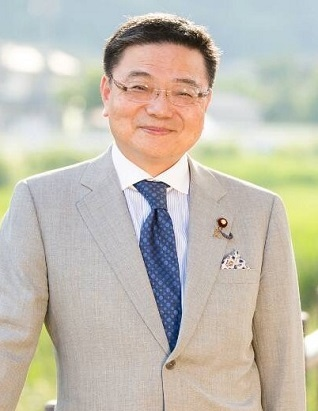
Yasushi Furukawa, 2020

Yasushi Furukawa (jap. 古川 康 Furukawa Yasushi; * 15. Juli 1958 in Karatsu, Präfektur Saga) ist ein japanischer Politiker. Von 2003 bis 2014 war er Gouverneur von Saga, seitdem sitzt er für den Verhältniswahlblock Kyūshū als Mitglied der Liberaldemokratischen Partei (LDP) im Abgeordnetenhaus, dem Unterhaus des Nationalparlaments. In der LDP gehört er zur Motegi-Faktion.
Furukawa, Absolvent der rechtswissenschaftlichen Fakultät der Universität Tokio, wurde nach seinem Studienabschluss 1977 Beamter im Ministerium für Selbstverwaltung, für das er später unter anderem in den Präfekturverwaltungen von Nagano, Okayama und Nagasaki sowie 1997 unter Mitsuhiro Uesugi als Sekretär des Ministers tätig war. Im Januar 2003 beendete er seine Beamtenlaufbahn, um sich bei den einheitlichen Regionalwahlen im April um die Nachfolge von Sagas Gouverneur Isamu Imoto zu bewerben, der sich nach drei Amtszeiten zurückzog.
In einem Feld aus sechs Kandidaten setzte sich Furukawa, dessen Kandidatur von der LDP unterstützt wurde, mit rund 13.000 Stimmen Vorsprung auf den ehemaligen Präfekturparlamentspräsidenten Iwamasa Miyahara durch. 2007 und 2011 wurde er gegen jeweils nur einen Gegenkandidaten, den Kommunisten Masakatsu Hirabayashi, im Amt bestätigt. Zu den kontroversen Themen seiner Amtszeit gehörten seine Genehmigung 2008 für die Einführung von MOX-Brennelementen im Kernkraftwerk Genkai, der Streit um den Isahaya-Damm in der Nachbarpräfektur Nagasaki, gegen dessen Schließung durch die Zentralregierung die örtlichen Fischereigenossenschaften mit Unterstützung Furukawas seit Jahren opponieren (vorläufige Öffnung durch das Kabinett Kan 2010) hatten, und ein Skandal um mangelhafte Fleischexportkontrollen durch die Präfekturbehörden 2009.
Während seiner dritten Amtszeit trat Furukawa im November 2014 zurück, um bei der Abgeordnetenhauswahl 2014 einen Wechsel in die nationale Politik zu versuchen. Er kandidierte für die LDP im – 2013 neu zugeschnittenen – Wahlkreis Saga 2 und setzte sich gegen den Demokraten Hiroshi Ōgushi durch. 2017 unterlag er Ōgushi (nun Hoffnungspartei) knapp, gewann aber als bester Wahlkreisverlierer einen der sieben LDP-Sitze bei der Verhältniswahl in Kyūshū. Auch 2021 und 2024 unterlag er Ōgushi (nun KDP) und gewann jeweils einen LDP-Verhältniswahlsitz in Kyūshū.
In der Regierung war Furukawa von 2020 bis 2021 (Kabinett Suga) parlamentarischer Staatssekretär im Sōmushō, von 2023 bis 2024 (Kabinett Kishida II (2. Umbildung)) im Land- & Verkehrsministerium, im November 2024 (Kabinett Ishiba II) wurde er dort Vizeminister.